# 테헬네 폴레 (1939년)
테헬네 폴레(슬로바키아어: Tehelné pole)는 슬로바키아 브라티슬라바 근처에 위치해 있었던 종합경기장으로 1941년에 개장하였다. 철거 전까지 ŠK 슬로반 브라티슬라바와 슬로바키아 축구 국가대표팀의 홈 구장으로 사용되었다.
완공했을 당시에는 30,085명을 수용할 수 있었지만, 여럿 공사를 거쳐 폐장 직전에는 20,500명을 수용할 수 있었다. 경기장의 노후화, 새 경기장 건설을 위해 2009년에 폐장되었고 2013년에 철거되었다. 철거 후, 경기장 자리에 슬로바키아 정부와 ŠK 슬로반 브라티슬라바가 22,500명을 수용할 수 있는 새로운 국립 경기장인 테헬네 폴레가 건립되었다.

## 역사
테헬네 폴레는 슬로바키아 공화국 시절 중 나치 독일이 1948년에 브라티슬라바가 속한 페트르잘카 지역을 점령하던 시기에 처음으로 만들어진 경기장이다. 그 시기에 브라티슬라바의 대부분의 스포츠 시설은 소실된 상태였고 1939년부터 1944년까지는 브라티슬라바의 유일한 경기장이었다. 이로 인해 ŠK 슬로반 브라티슬라바의 홈 구장이 되었다.
1940년 9월에 25,000명을 수용할 수 있는 경기장으로 공식 개장하게 되었다. 이 경기장에서 열린 첫 국제 경기는 1940년 10월 27일에 열린 슬로반 브라티슬라바와 헤르타 브레멘과의 경기였으며 그 경기는 2 대 2로 무승부로 끝났다.
1961년에는 확장 공사를 실시하였다. 공사 내용으로는 2층을 추가하여 45,000명까지 수용할 수 있게 확장하였으며 점수판과 조명을 설치하여 경기 관람을 더욱 흥미진진하게 할 수 있도록 만들었다. 체코슬로바키아의 붕괴 직전엔 50,000명까지 수용할 수 있었고 이는 프라하에 스트라호프 경기장이 건설되기 전까지 가장 큰 경기장이었다. 이 경기장은 당시 체코슬로바키아 축구 국가대표팀의 홈 구장으로도 사용되었다.
1990년대에 전 좌석식 경기장으로 개조하기 위해 한번 더 공사를 하게 되고 30,000명으로 수용 인원이 감소하게 되면서 코시체에 있는 브셰스포르토비 아레알(Všešportový areál)에 '체코슬로바키아에서 첫번째로 큰 경기장'이라는 명예를 내주게 되었다.

## 기록

### 2002년 FIFA 월드컵 유럽 지역 예선
| 날짜             | 팀 1       | 스코어 | 팀 2         | 라운드 |
| ---------------- | ---------- | ------ | ------------ | ------ |
| 2000년 9월 3일   | 슬로바키아 | 2 - 0  | 북마케도니아 | 4조    |
| 2000년 10월 11일 | 슬로바키아 | 0 - 0  | 스웨덴       | 4조    |
| 2001년 9월 1일   | 슬로바키아 | 0 - 1  | 튀르키예     | 4조    |